# Кременець (Ізюм)
Крем'яне́ць  або Кремене́ць — гора, комплексна пам'ятка природи в місті Ізюмі, що в Харківській області. Розташована у південній частині міста, на правому березі річки Сіверський Донець.
Висота гори згідно топографічних мап Генштабу становить 177,4 м над рівнем моря, а поширена в інтернеті цифра 218 - завищена. Складається з крейдяних відкладів, шарів білої крейди, крейдяних пісків, піщаників, піщаниково-глинистих юрських відкладів. Час утворення яких приходився на верхньоюрський та крейдовий періоди. Поширені карстові лійки. Поверхня вкрита розрідженою степовою рослинністю (типчак, ковила, ефедра тощо); частково заліснена.
На горі розташована експозиція кам'яних баб, зібраних на території Ізюмщини, а також монумент на честь загиблих у Другій світовій війні. На вершині гори споруджено телевежу.
У районі гори Кременець, де за часів Київської Русі, як припускають, проходив кордон держави, зупинявся князь Ігор Святославич. Ця подія, як припускають, зображена в епізоді літопису «Слово о полку Ігоревім». Татари називали гору «Узун-Курган» («Довга Гора»), звідси, імовірно, отримав назву Ізюмський шлях, яким татари здійснювали набіги на довколишні землі.
Гора Кременець помилково вважається найвищою точкою Харківської області, про це зазначається в багатьох джерелах. При цьому найвища точка області розташована в Золочівському районі - на північний захід від села Лютівка. Це водороздільна ділянка, частина Середньоруської височини максимальна точка якої в межах Харківщини досягає 236,5 метрів.

## Походження назви

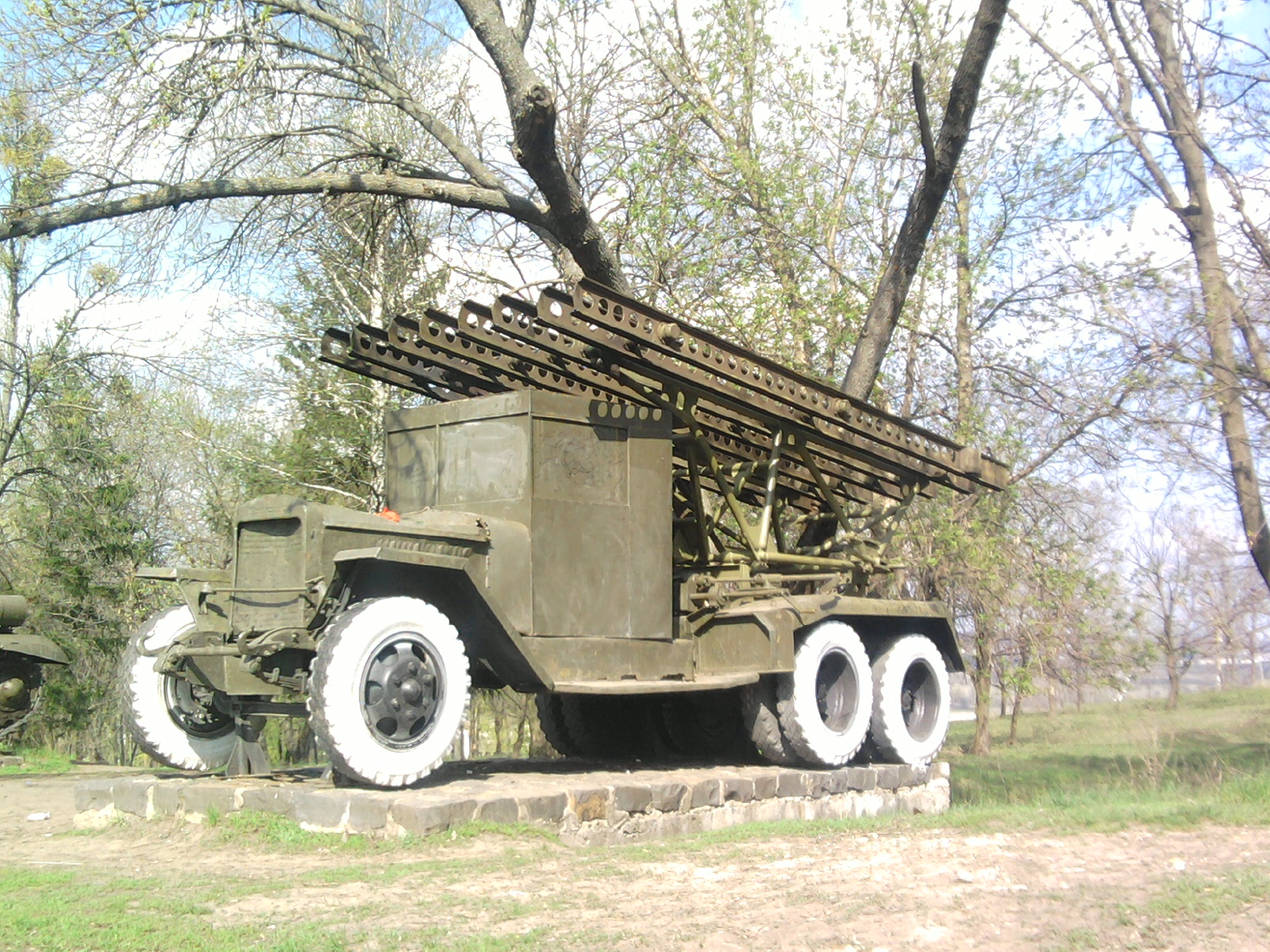
Реактивна установка «Катюша» на Крем'янці

Крем'янець фігурує у десятках історичних джерел, у тому числі мемуарних, книжкових, довідкових, публіцистичних, особливо у місцевих періодичних виданнях (газети «Соціалістичне життя», «Радянське життя», «Обрії Ізюмщини», у публікаціях краєзнавців), картографічних, документальних серед архівних фондів України та закордону. Як припускав краєзнавець М. Сібільов, місцевість довкола гори Кременець та сучасного Ізюма згадується в Книзі великому Кресленню. Кременець згадується в Атласі Слобідсько-Української губернії, відображений у Планах Генерального межування, топографічних картах Шуберта, планах м. Ізюм 1740, 1742, 1782, 1786, 1909 років. Історичні фотознімки Кременця починаючи з 1900-х років зберігаються у фондах Ізюмського краєзнавчого музею, Харківського історичного музею, приватних колекціях, частково були опубліковані. Авторами фотознімків Кременця першої половини ХХ століття є фотографи О. Мішон, А. Мухін, Г. Денисенко. Відомі матеріали аерофотозйомки та кінозйомки гори у 1943 році. Плани фортифікацій XVII—XVIII століть, розташованих на Кременці частково опубліковані. У живопису Кременець зображений на полотні О. Кокеля
Відповідно до припущень краєзнавця В. Маркіна, Кременець вперше в історіографії згадується у Слові о полку Ігоровім під назвою «шеломян». Існуюча нині назва гори походить, імовірно, від тюркського ороніма «Узун-Курган», «Узюм-Корган» («Довга Гора») і, як припускають, топоніма «кермен» (татарська фортеця, імовірно, розташована на вершині гори), що трансформувалися в «Ізюм-Курган» і «Крем'янець». Спочатку назва «Крем'янець» застосовувалася не до всієї гори, а лише до верхньої її частини з фортецею («Великий крем'янський город»). У літературі зустрічається в двох варіантах: «Крем'янець» (фіксується в історичних документах XVII століття) і «Кременець» і (іноді також «Кременець-Гора»). Примітно, що місцевим населенням використовується переважно перша назва з наголосом на другий склад, в той час як друга є, імовірно, русифікованим варіантом і притаманна радше довідковим виданням.
У геологічній літературі Кременець вперше зустрічається 1843 року у матеріалах комісії з влаштування шосе. 1845 року Кременець детально досліджений Р. Мерчісоном, який склав перший геологічний розріз гори. Пізніше досліджувалася Борисяком, Гуровим, Налівкіним, Федоровським, Турлеєм, Одарченком, Космачовим. Західна сторона гори демонструє шари цінних з науково-геологічної точки зору юрських і крейдових відкладень (ярусів), а саме: крейди, зеленуватої глини, мергелю, фосфоритів, піщаників, вапняків,, розглядається як наочний посібник у геологічній практиці. На Кременці наприкінці ХІХ століття учнем реального училища було знайдено рештки плезіозавра.

## Історія

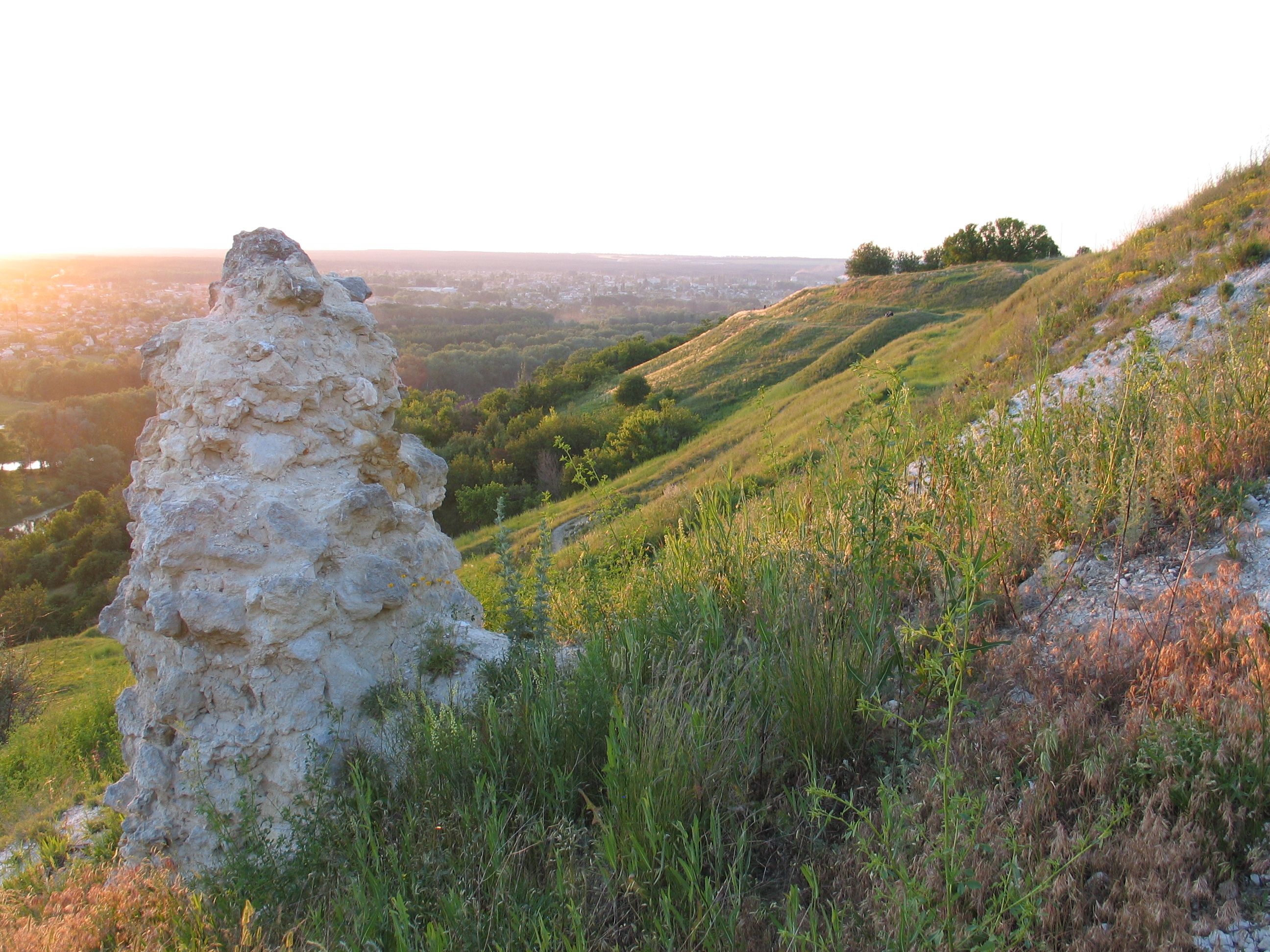
Залишки печі для випалення вапна 1840-х років на горі Кременець в Ізюмі. 2016 рік.

У добу Середньовіччя Кременець слугував орієнтиром для руху степовими шляхами, вказував на Ізюмський перелаз, переправу. Біля підніжжя Кременця здійснювалися переправи військ Мономаха (1111 рік) та Ігоря (1185 рік). У XIV—XVI століттях Кременець знаходився на «татарській» стороні Сіверського Дінця, слугував спостережним пунктом, і, як припускають, можливо, — поштовим постом, дороговказом на татарських сакмах. Під час прокладання водогону в 1920-х років на вершині Кременця був знайдений полірований гранітний камінь із написом: «Повелів зробити це Алі ад Дін син Джемаль ад Діна, сина Алі Таразі, в день 2 шавваля з місяців 734 року», (переклад В. Бартольда), камінь був втрачений, як припускають, 1943 року, під час окупації Ізюма. На думку деяких фахівців цей камінь є свідченням використання Кременця у політиці Узбек-хана

Деякими дослідниками Кременець вважався місцем стародавньої татарської осілості. 

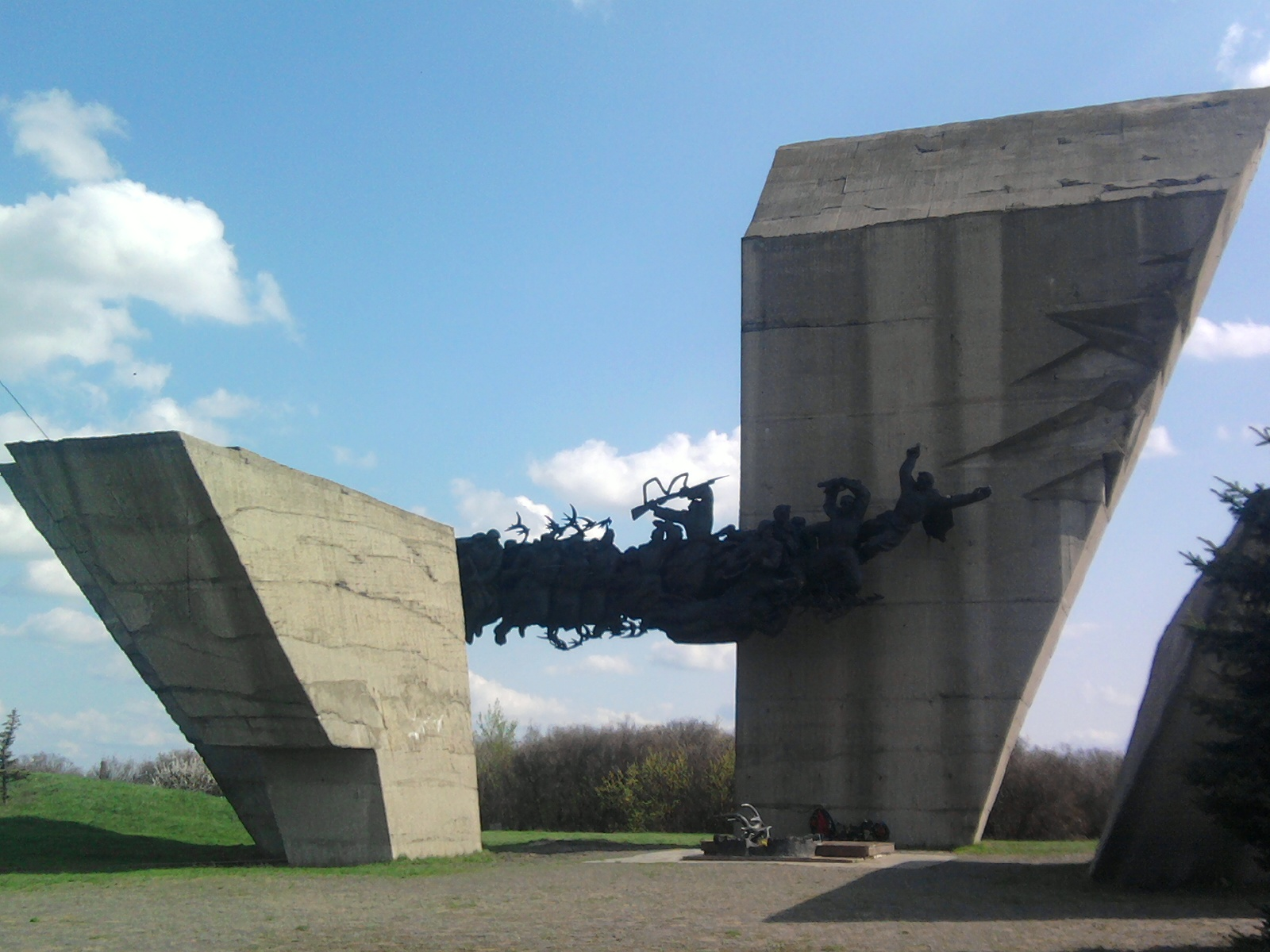
Монумент на горі Крем'янець

У період раннього Нового часу, з середини XVI століття місцевість на лівому березі Сіверського Дінця у підніжжя Кременця колонізувалася Московською державою (влаштовано царський «Звіринець» на лівому березі) і Військом Запорозьким, можливо, і представниками уходницької спільноти з числа української людності Гетьманщини, що гуртувалися довкола Ізюмського юрту. У 1620-ті — 1670-ті роки неподалік Кременця простежуються постійні місця проживання людей — Ізюмський юрт, Ізюмський окоп, Ізюм («городок» Я. Чернігівця). У 1681 році на правому березі, безпосередньо на Кременці, полковник Г. Донець-Захаржевський за наказом генерала Г. Косагова збудував нову ізюмську фортецю «Город большой» у вигляді п'ятикутника, нижче старого «Кремянського города». Останній стає частиною великої фортеці і отримує назву «Кремянський сторожовий городок», «замок». Замок на вершині гори мав форму чотирикутника, з периметром стін 468 м, частоколом і ровом. 1690 року зі сторони Кременця здійснений напад татар на місто, нападники використали замок на Кременці у якості схованки. Фортеця на Кременці являла собою добре укріплений пункт, захищений течією Сіверського Дінця із заходу і півночі та озером Кривим зі сходу. Поступово нижня і верхня частина ізюмської фортеці розділилися. У XVIII столітті фортифікаційні споруди розташовані на Кременці використовувалися під час підготовки до російсько-турецьких та інших війн. На початку ХІХ століття укріплення на вершині Кременця прийшли у занепад, в той час як нижня частина (у м. Ізюм) зберігалася, однак, вже в середині ХІХ століття була зайнята міською забудовою (вали зриті і засипані у рви). Контури нижньої частини ізюмської фортеці частково зберігаються до наших днів. Контури «замку» на вершині Кременця і сам «замок» були втрачені під час будівництва меморіалу у першій половині 1980-х років. Залишки ровів «великого городу» 1680-х років зі східної сторони Кременця охороняються як частина пам'ятки археології.
У ХІХ — першій половині ХХ століть Кременець потрапляє у сферу активного економічного і промислового використання. Через гору прокладаються важливі торговельні («торська дорога») та військові шляхи. Надалі проводилися геологічні дослідження гори. 1845 року на вершині Кременця в районі колишнього «замку» купцем О. Павленковим було збудовано печі для випалювання вапна, яке активно використовували у складі вапняного розчину на будівельних роботах в м. Ізюм. Печі діяли до середини ХХ століття, їх залишки спостерігаються дотепер. Також на Кременці зводилися кузні, вітряки. Простір між колишньою нижньою фортецею і замком на Кременці став міським вигоном, слугував для випасу худоби. 1837 року на вершині Кременця було встановлено тесаний дерев'яний хрест на честь спасіння міста Ізюм від епідемії. Як припускають краєзнавці, жертв морового повітря ховали за Кременцем (точне місце поховання не встановлене). У 1820-ті роки на північно-східному схилі Кременця було розміщене міське кладовище, на яке перенесено дерев'яну Покровську церкву з дзвіницею (на кладовищі поховані городничий Ган, а також десятки відомих ізюмчан, до 1980-х років зберігалися склепи). З середини XIX століття розпочинається забудова гори житловими будівлями. На південь по західній стороні від цитаделі уздовж Кременця будується район Ізюма під назвою Плахотівка, з вулицею Кременецький квартал. По східній стороні будується район Подворки (Підгорки), які закінчуються Шовковичним садом.
Вершина гори ставала популярним місцем прогулянок місцевих жителів. 1904 року було розпочато прокладання дороги по західній стороні гори. Під час подій 1905—1907 років вершина Кременця стає місцем, де, як зазначають краєзнавці, відбувалися страти в'язнів ізюмського тюремного замку.

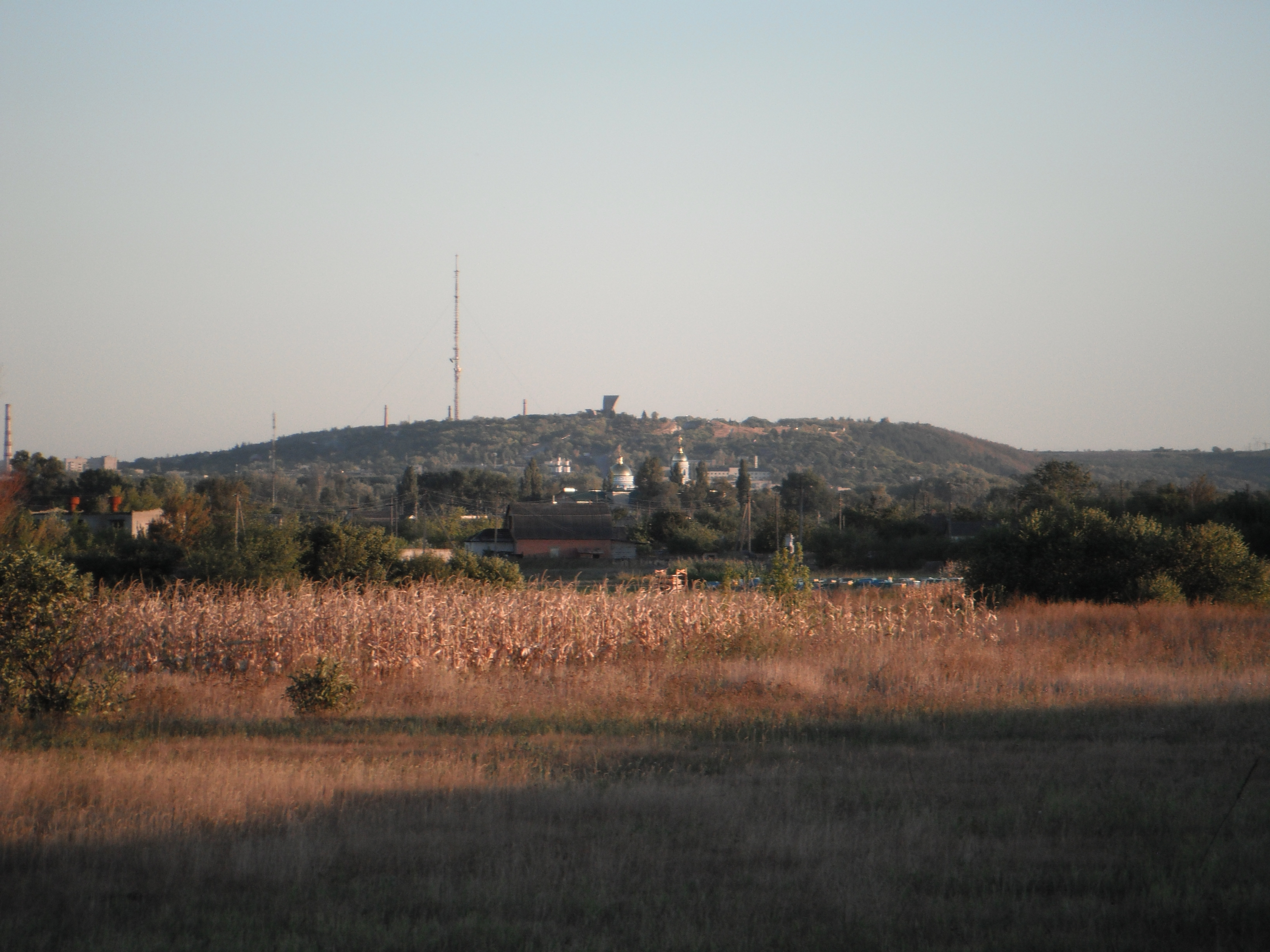
Гора Кременець в Ізюмі, знята з північного боку, зі сторони села Пимонівка Ізюмського району. Вересень 2018 року.

У 1914 році на Кременці було збудовано верхній басейн ізюмського водогону. Під час будівельних робіт було знайдено археологічні артефакти, глиняні люльки для паління, гарматні ядра. На східному підніжжі Кременця діяли дрібні підприємства з виробництва цегли, обробки продуктів тваринництва, винокурні Веприцького. 1916 року біля підніжжя гори було закладено Ізюмський оптичний завод. У 1918 році фірмою «Енгель» було здійснено спробу провести геологічні дослідження на Кременці. З південної сторони гори (зі сторони села Кам'янка) діяв артилерійський склеп Головного артилерійського управління УНР. З'являються перші згадки про наявність на Кременці підземних ходів, підземель, льохів, під ногами на схилі «гудить земля». 1920 року на вершині гори знаходився вартовий пост. Під час подій Української революції 1917—1921 років Кременець стає ареною червоного та білого терору. Так, деякі автори вказують, що 21 грудня 1919 року білогвардійцями у яру на вершині гори були страчені в'язні Ізюмського тюремного замку. У 1927 році на місці страти у пам'ять про загиблих було встановлено обеліск заввишки 11 м.
З середині 1920-х років трестом «Хемвугілля» на Кременці велися активні розробки фосфоритів, створено кар'єр з видобутку крейди, проводилися розвідки бурого вугілля, розроблювався проект прокладення до гори залізничної лінії.

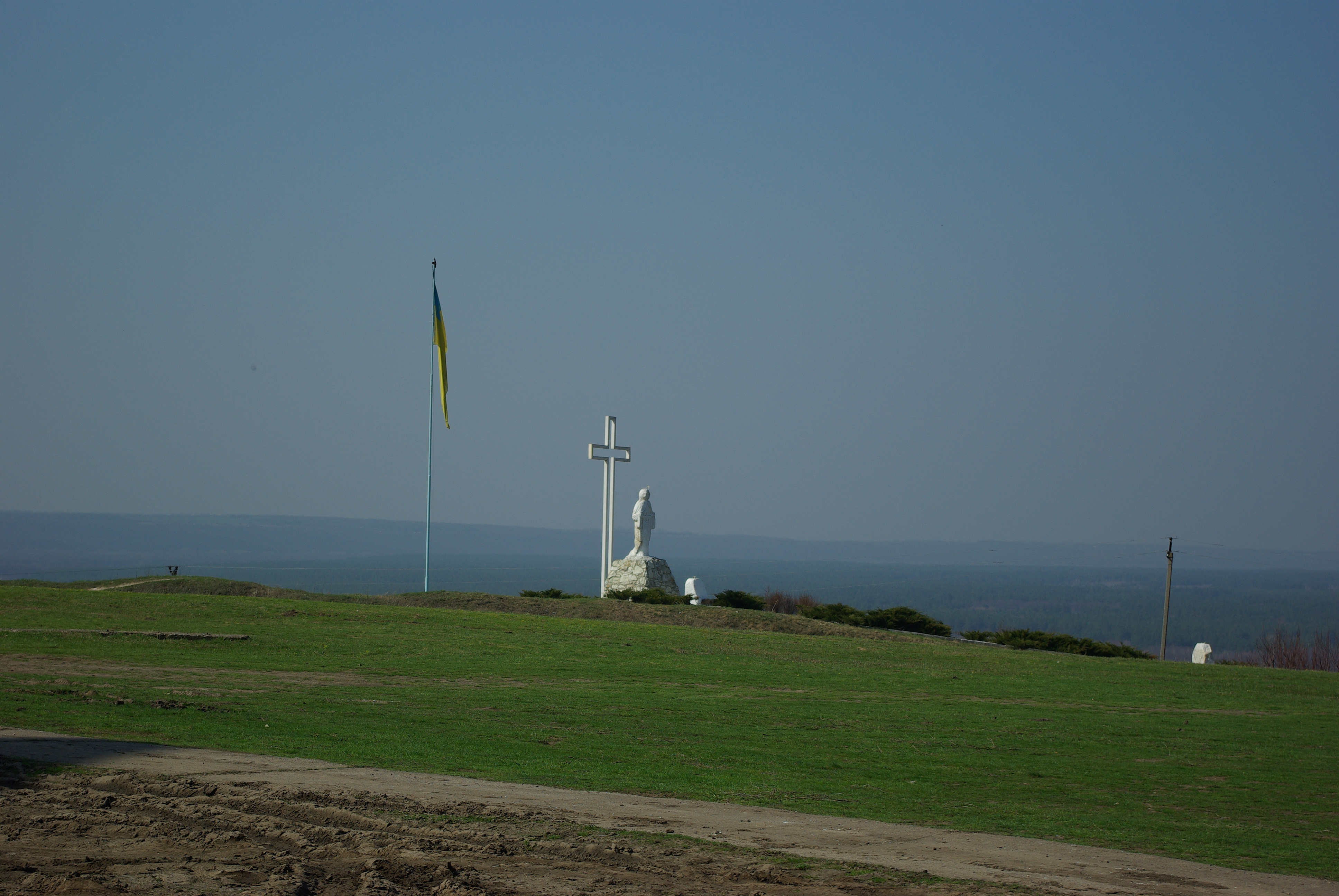
Прапор України та монумент жертвам Голодомору на вершині гори Кременець в Ізюмі. 2018 рік.

У роки Другої світової війни Кременець відігравав роль спостережного пункту, панівної висоти. На вершині гори знаходилися тимчасові спостережні, кулеметні, зенітні і мінометні позиції. В жовтні 1941 року окупанти зайняли південну сторону Кременця. Проводилося мінування підступів до гори, будувалися інженерні споруди. У травні 1942 року в результаті провалу Харківської операції Кременець був зайнятий окупантами. Навесні 1943 року на схилах Кременця відбулися танкові бої з використанням авіації та реактивної артилерії. На вершині займав оборону 12 стрілецький полк, 57 гвардійська стрілецька дивізія, 170, 174 гвардійські стрілецькі полки. Кременець був звільнений в результаті наступальної операції у травні-червні 1943 року. У боях за звільнення гори було застосовано підрозділи 44 гвардійської стрілецької дивізії.

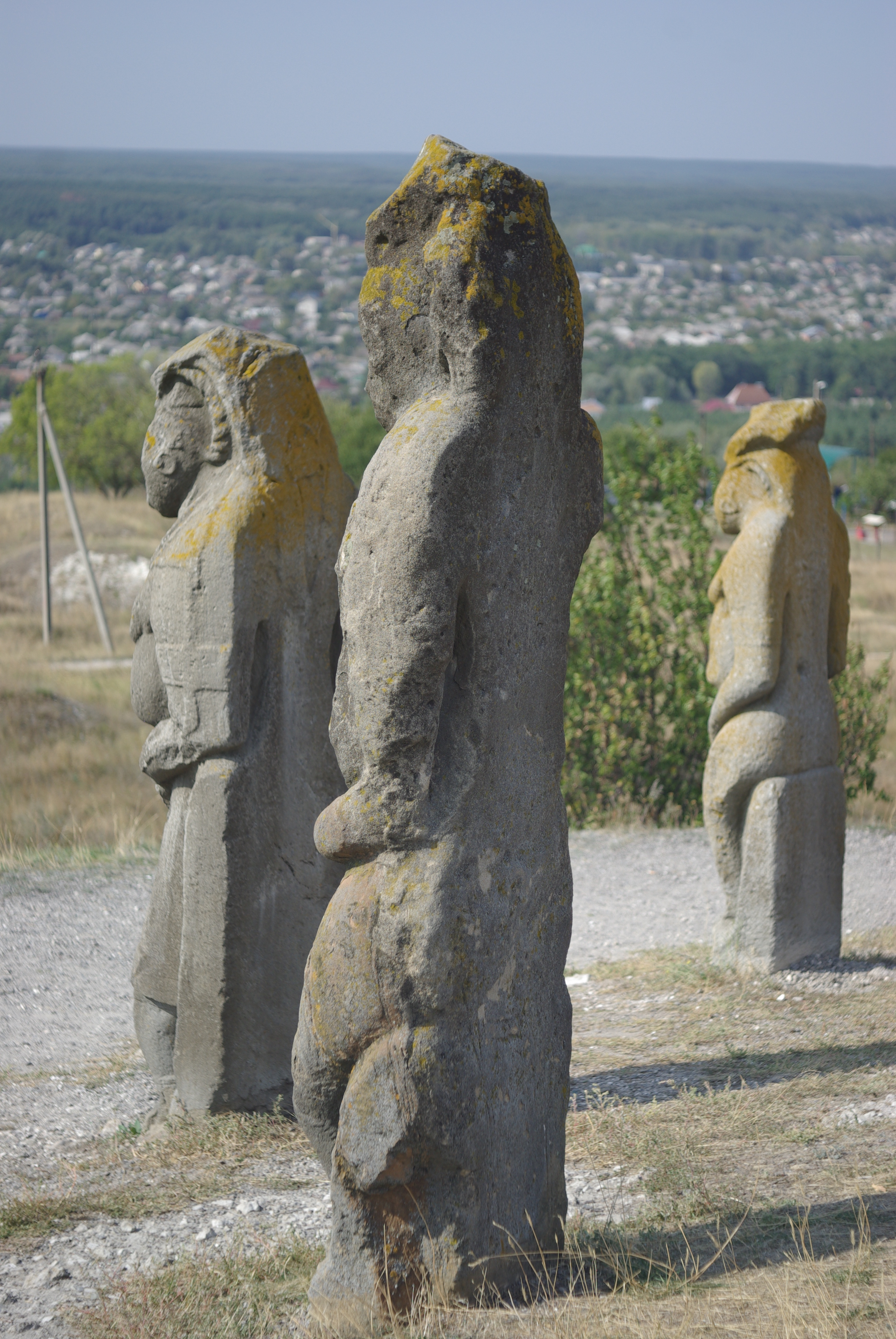
Кам'яні баби на горі Кременець в Ізюмі. 2017 рік.

У другій половині ХХ століття господарське засвоєння гори продовжилося. Надалі формувалося меморіальне, туристичне і природоохоронне значення гори, продовжилася її забудова житловими, промисловими та інфраструктурними об'єктами. Протягом 1946—1948 років через вершину Кременця із застосуванням праці німецьких військовополонених будувалася штучна ущелина якою було прокладено автомобільну дорогу (Автошлях М 03). 1949 року в м. Ізюм засноване літературне об'єднання «Крем'янець», діяв готель з такою ж назвою у приміщенні колишнього Народного дому (з 1967 року готель «Кремянець» розміщено на вулиці Покровській у новій будівлі). У 1950-ті роки на вершині гори здійснювалося висипання відходів виробництва Ізюмського заводу оптичного скла. На південному схилі Кременця продовжував роботу вапняний кар'єр, працював заклад тюремного типу. У травні 1958 року було розпочато традицію смолоскипної ходи на вершину Кременця у пам'ять про загиблих воїнів. У 1959 році — встановлено металеву щоглу телевізійного ретранслятора ТРСА-100 заввишки 107 м. У 1960-ті роки розпочато зведення військових меморіалів на Кременці («Скорботна мати»). На вершині гори встановлено обеліск на могилі невідомого солдата, розміщено пам'ятні знаки на в'їздах до Кременця. У 1964 році — за ініціативою лісознавця В. Добрушина, під науковим керівництвом кандидата сільськогосподарських наук П. Журової, на південній стороні Кременця засновано дендропарк, у якому висаджено 300 видів дерев і чагарників із різних кліматичних зон, 13 видів ялини, 11 сосни (у тому числі такі, які можуть сягати висоти 80-100 м.), 10 берези, 18 клена, 7 липи, 800 кущів з 60 видів троянд, бундук, кам'яне і пробкове дерево. У 1969 році — на вершині гори зводиться нова телевежа ХОРТПЦ заввишки 190 м, розпочинається упевнена ретрансляція кольорового телесигналу на відстань 160 км. У 1960-ті — 1970 ті роки проводиться висадження дерев на північному і західному схилах гори. У 1977 році відкрито конкурс на проект меморіального комплексу на Кременці. Переможцем конкурсу став проект під назвою «Висота Крем'янець» (Ю. Градов, Л. Левін, автори меморіалу Хатинь). У 1978 році було розпочато будівництво меморіалу (конструктор В. Сусько). У конструкціях меморіалу було використано граніт з різних регіонів України, понад 2 т. міді, представлені зразки техніки та озброєння, що брали участь у боях. Виконання робіт було покладене на «Ізюмбуд» та ряд інших організацій. Будівництво завершене у вересні 1988 року. Монумент вінчає вічний вогонь і скульптурна група «Атака», встановлена на залізобетонних конструкціях центральної стели 26,5 м заввишки. На початку 1990-х років на вершині гори було встановлено кам'яні скульптури половецького часу. На початку ХХІ століття посилилося туристичне значення гори. На її території було розміщено об'єкти туристичної інфраструктури, готелі. На горі проводяться змагання авіамоделістів. У 2008 році на вершині Кременця було встановлено пам'ятник жертвам Голодомору у вигляді скульптури Богородиці з хрестом (автор скульптури — І. Ковальов). У 2012—2013 роках на горі проводилися роботи по боротьбі із зсувними процесами.

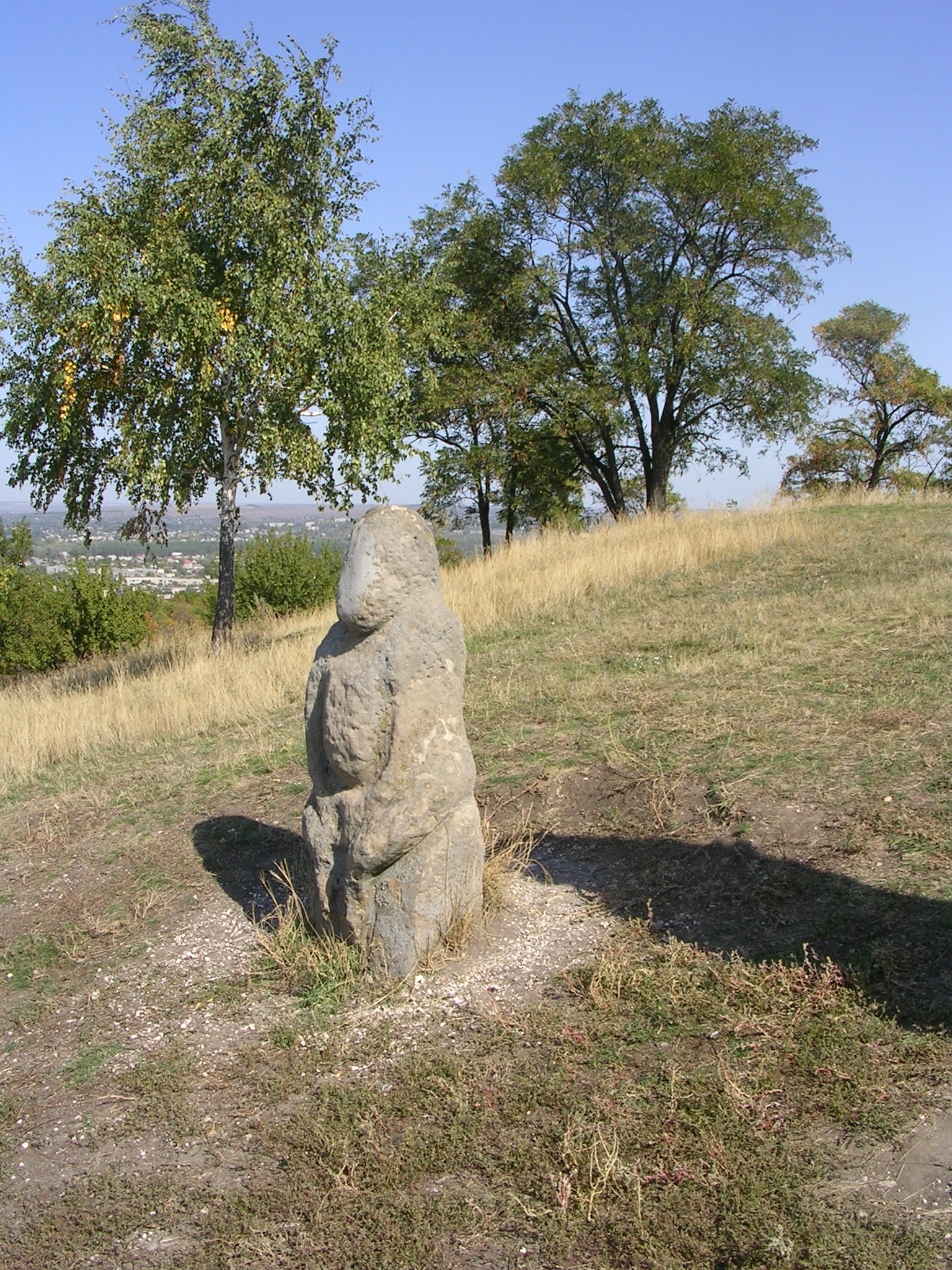
Кам'яна баба на горі Кременець
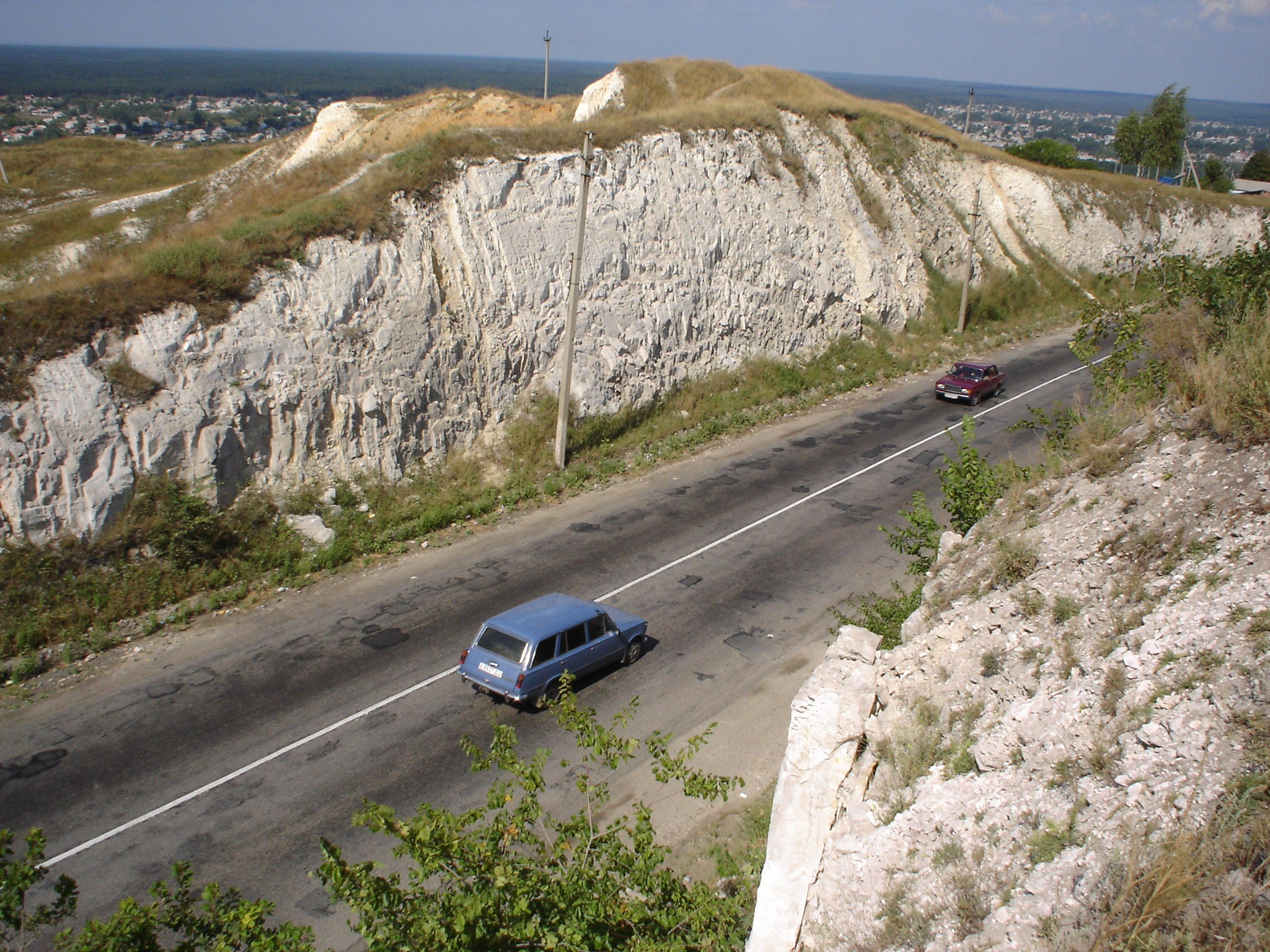
Виїмка автотраси Харків-Бахмут
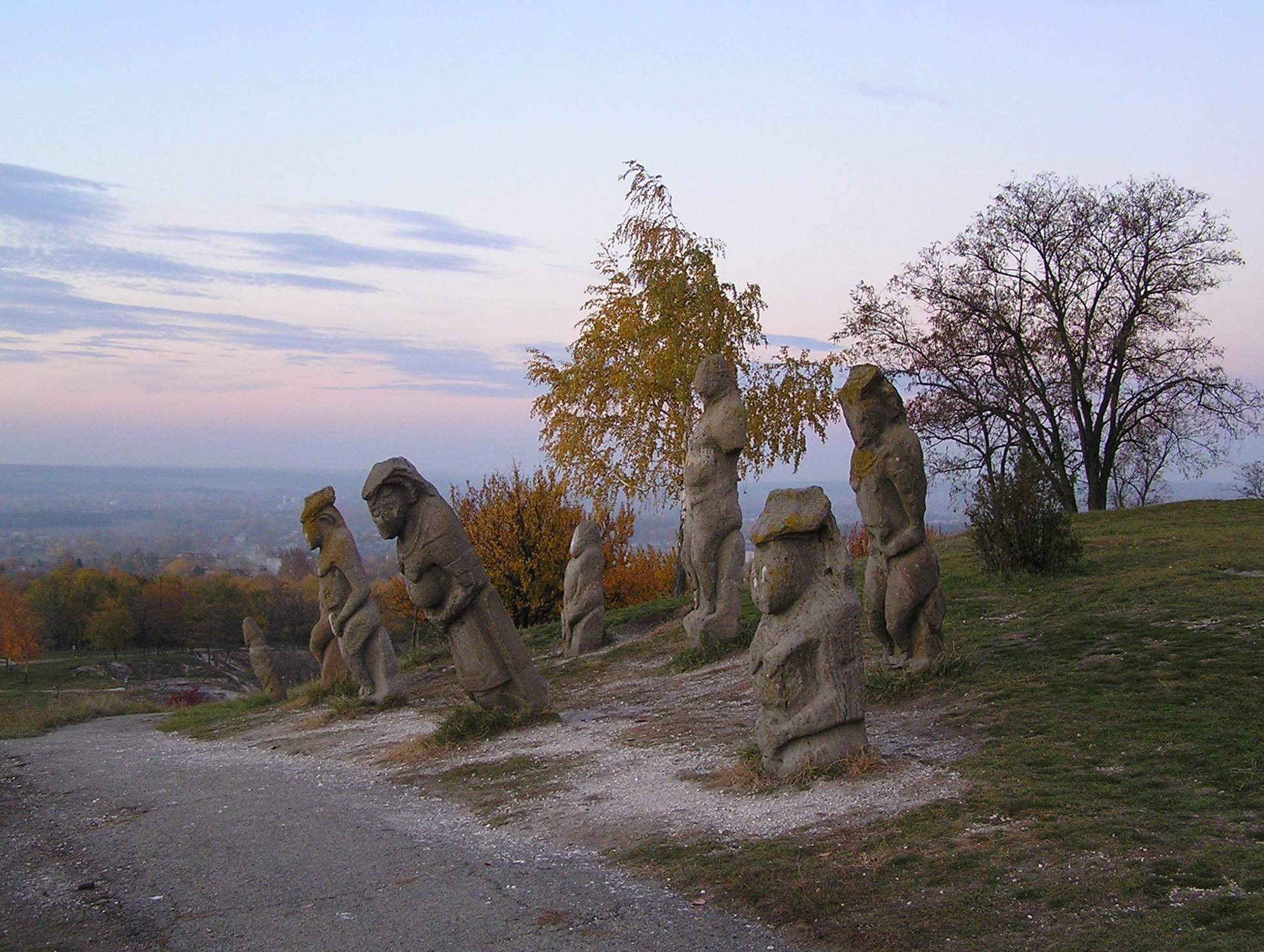
Кам'яні баби на горі Кременець
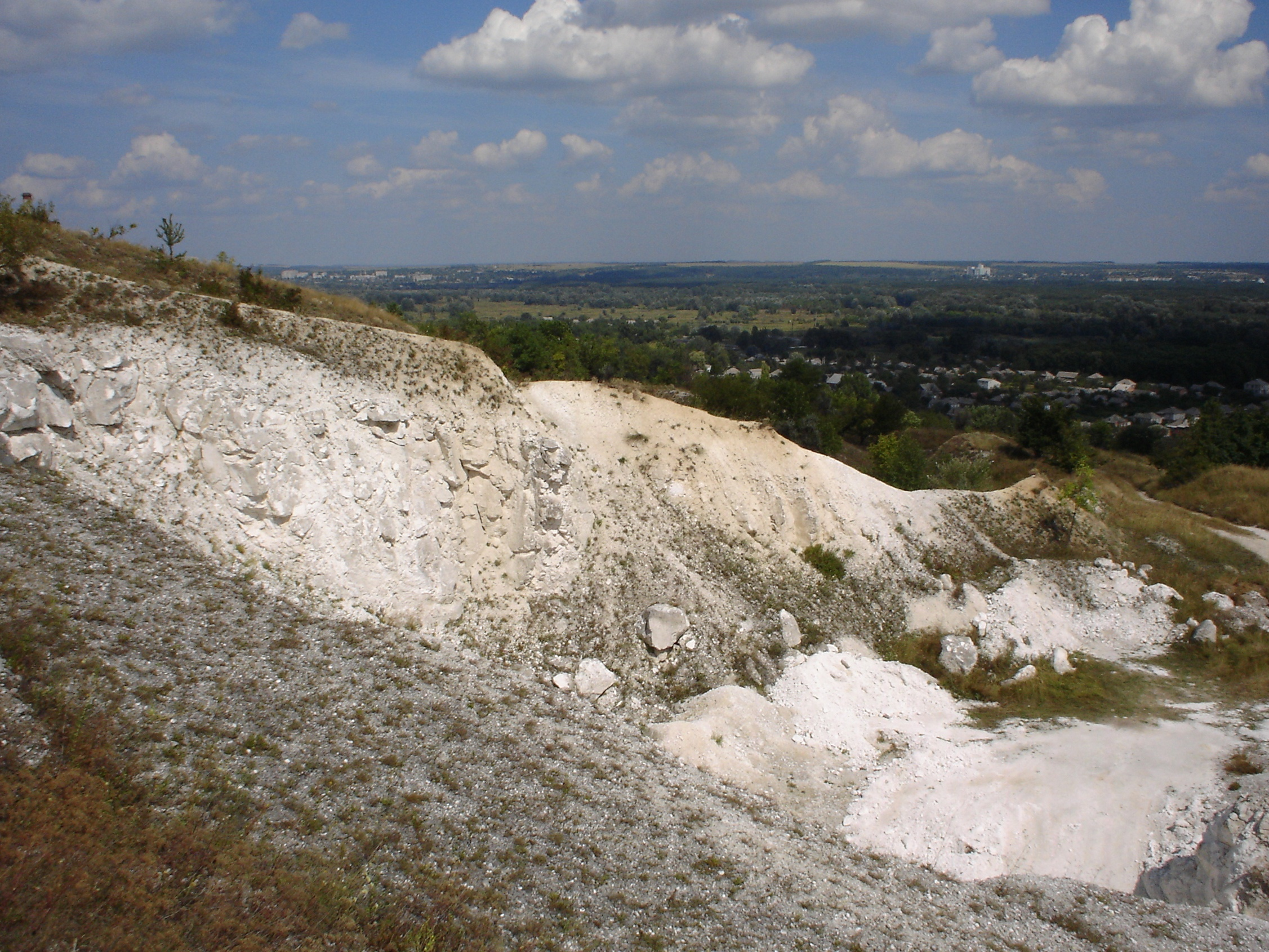
Крейдяний кар'єр
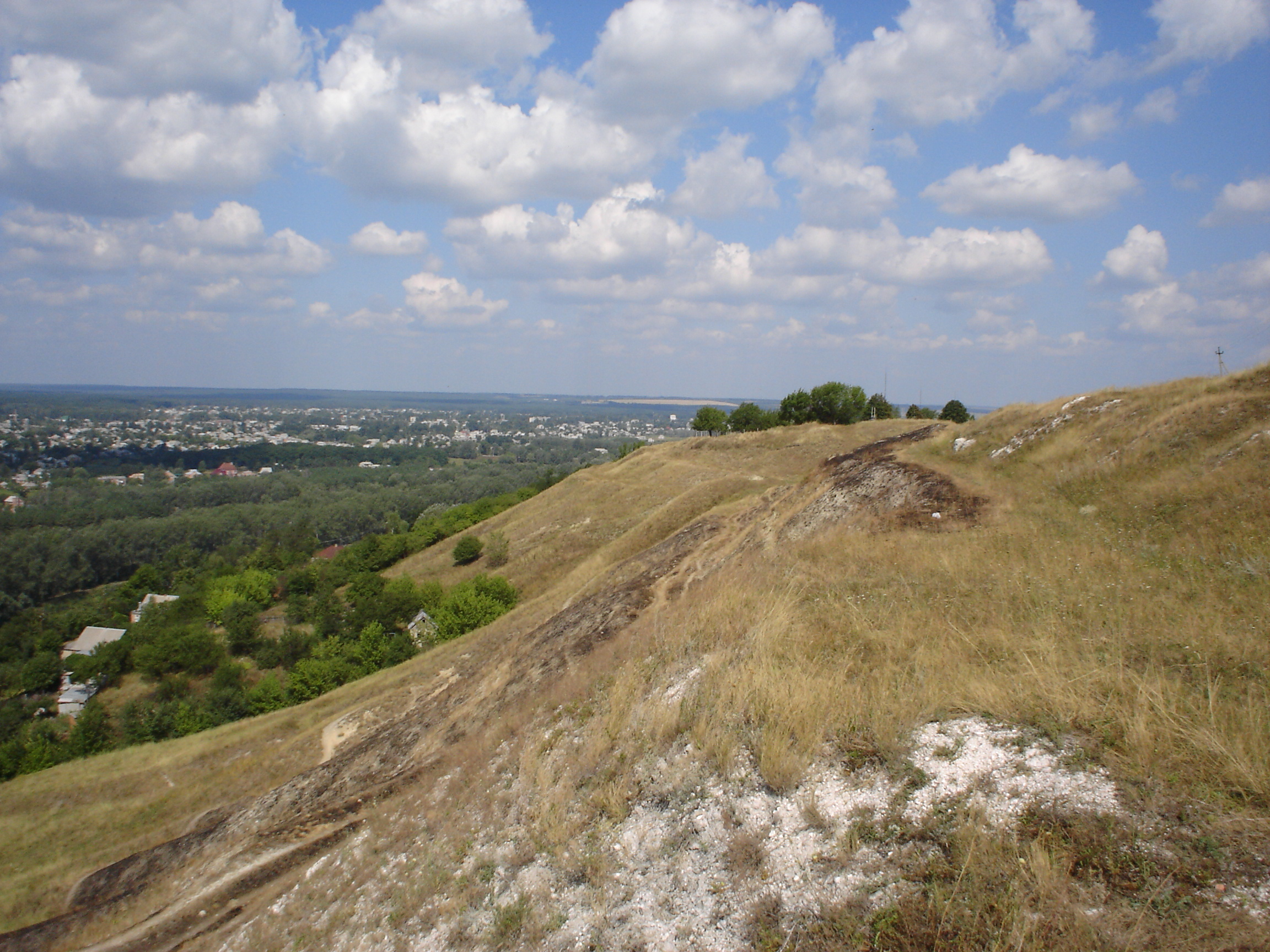
Північно-західний схил гори
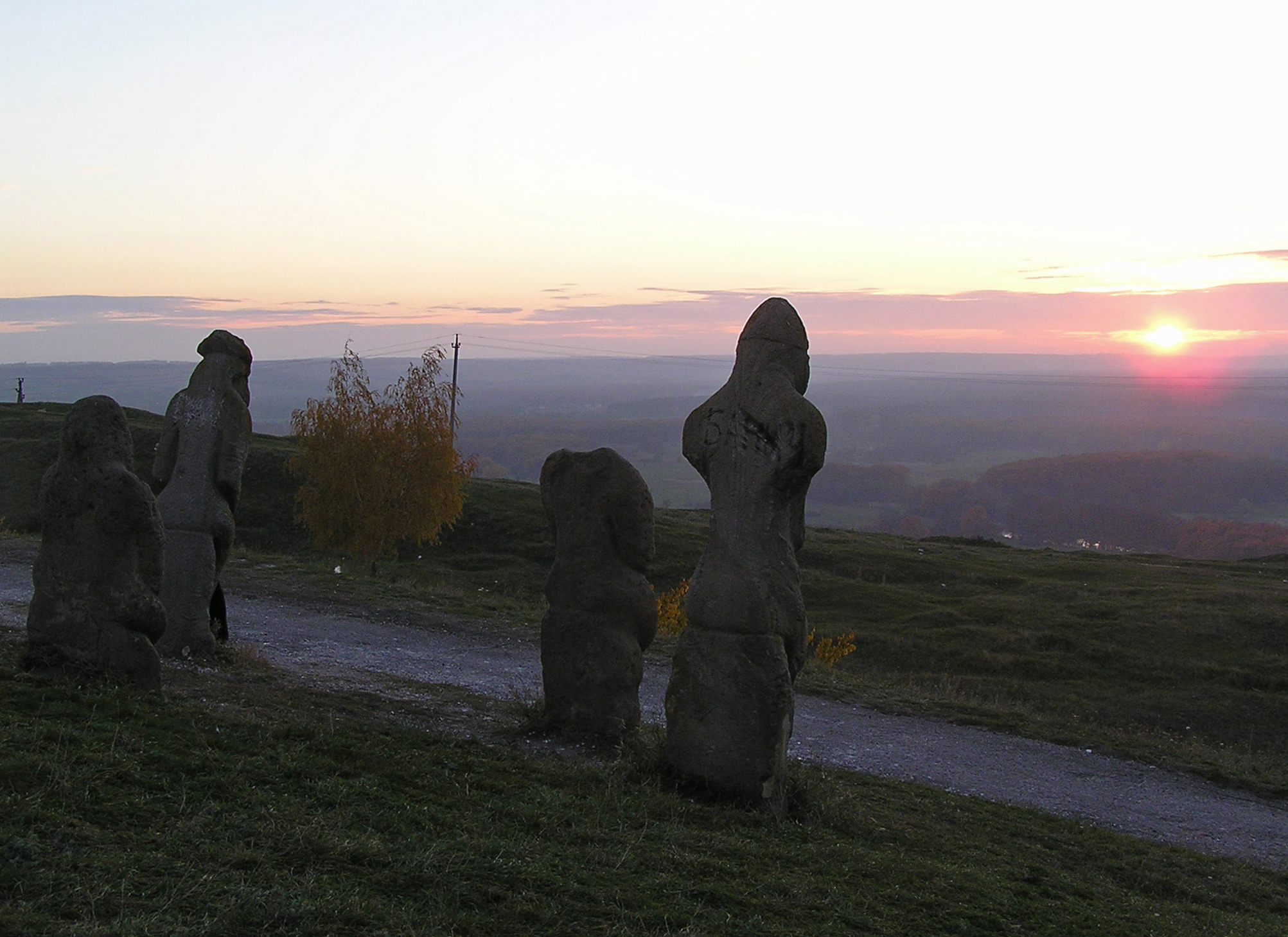
Захід сонці на горі Кременець